# Micrutalis calva
Micrutalis calva är en insektsart som beskrevs av Thomas Say. Micrutalis calva ingår i släktet Micrutalis och familjen hornstritar. Inga underarter finns listade i Catalogue of Life.